# Onisocryptus sagittus
Onisocryptus sagittus is een pissebed uit de familie Cyproniscidae. De wetenschappelijke naam van de soort is voor het eerst geldig gepubliceerd in 1977 door Leonard Peter Schultz.